# La Luna (Tarot)

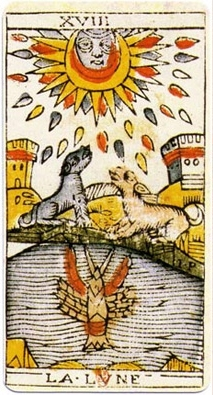
La carta de la Luna del Tarot se corresponde a la número 18 (XVIII). Hay múltiples representaciones de esta carta, pero comúnmente tienen en común la posición del satélite en la parte de arriba.

La Luna (XVIII) es una carta del Tarot y el arcano número 18. Según el tarot, está asociada con la entidad atómica desconocida, la seguridad en la oscuridad y con el asiento del alma y con la eternidad.
Lo que ocultas o te ocultan, son nuestros dolores que a pesar de que duelen, brillas, pero siguen ahí.
Los canes son las personas que están cerca viendo y sintiendo tu dolor atentos a lo que necesites, aún que a ellos también les puede afectar lo que sucede.
El cangrejo que sube simboliza algo subido de las oscuras profundidades, nuestros miedos y más profundos temores y la vida de la imaginación separada de la vida del espíritu. El perro y el lobo son los miedos de la mente en presencia del escape, cuando este es solamente luz reflejada.
La carta muestra una luna llena en el cielo nocturno, colocada entre dos grandes torres. Es un símbolo de la intuición, los sueños y el inconsciente. Su luz es débil en comparación con el sol, y solo ilumina levemente el camino hacia la conciencia superior que serpentea entre las dos torres.
En el primer plano hay una piscina pequeña, que representa la mente acuosa y subconsciente. Un pequeño cangrejo se arrastra fuera de la piscina, simbolizando las primeras etapas de desarrollo de la conciencia. Un perro y un lobo se paran en el campo de hierba, aullando, representando tanto los aspectos domesticados como los salvajes de nuestra mente.

## Manga
En el Tarot X de CLAMP es representada por Nataku.
- Datos: Q2502695
- Multimedia: Moon (Major Arcana) / Q2502695

| Precedido por: XVII. La Estrella | Arcanos mayores del Tarot | Sucedido por: XIX. El Sol |